# 민수 (1993년)
민수(본명: 김민수 , 본명 한자: 金民秀 1993년 4월 15일~)은 대한민국의 가수이자 과거 대한민국 보이 그룹 소년공화국의 리드래퍼와 리드댄서를 맡았었으며 대한민국의 보이 그룹 영앤와일드의 서브보컬을 맡고 있다.